# Dylan Louiserre
Dylan Louiserre, né le 2 février 1995 à Saint-Aubin-lès-Elbeuf, est un footballeur français. Il évolue au poste de milieu de terrain à l'EA Guingamp.

## Carrière

### En club
Il signe son premier contrat professionnel en mars 2015 avec Le Havre. 

### En sélection
Il joue deux matchs en 2015 avec l'équipe de France des moins de 20 ans.
En 2018, il est sélectionné par la Guadeloupe pour la première journée du tournoi de classement de la Ligue des nations de la CONCACAF face à Saint-Martin.

## Statistiques
| Saison                | Club                  | Championnat           | Championnat | Championnat | Championnat | Coupe nationale | Coupe nationale | Coupe nationale | Coupe de la Ligue | Coupe de la Ligue | Coupe de la Ligue | Total | Total | Total |
| Saison                | Club                  | Division              | M.          | B.          | P.d.        | M.              | B.              | P.d.            | M.                | B.                | P.d.              | M.    | B.    | P.d.  |
| 2014-2015             | Le Havre AC           | Ligue 2               | 16          | 0           | -           | 2               | 0               | 0               | -                 | -                 | -                 | 18    | 0     | 0     |
| 2015-2016             | Le Havre AC           | Ligue 2               | 23          | 1           | -           | 1               | 0               | 0               | 1                 | 0                 | 0                 | 25    | 1     | 0     |
| 2016-2017             | US Avranches (prêt)   | National              | 18          | 2           | -           | 6               | 2               | 0               | -                 | -                 | -                 | 24    | 4     | 0     |
| 2017-2018             | Le Havre AC           | Ligue 2               | 5           | 0           | -           | -               | -               | -               | 2                 | 1                 | 0                 | 7     | 1     | 0     |
| 2018-2019             | Chamois niortais FC   | Ligue 2               | 36          | 2           | 4           | -               | -               | -               | 0                 | 0                 | 0                 | 36    | 2     | 4     |
| Total sur la carrière | Total sur la carrière | Total sur la carrière | 74          | 3           | 4           | 9               | 2               | 0               | 3                 | 1                 | 0                 | 86    | 6     | 4     |